# Стармания
Старма́ния (фр. Starmania) — франко-канадская киберпанк-рок-опера, написанная в 1976 году. Музыка — Мишель Берже, тексты — Люк Пламондон.
Некоторые из песен этой рок-оперы широко распространились в поп-культуре франкофонии.
В 1978 году рок-опера впервые была записана на французском, под названием фр. Starmania, ou la passion de Johnny Rockfort selon les évangiles télévisés («Стармания, или страсть Джонни Рокфора к библейским теледебатам»). Главные роли были отданы Даниэлю Балавуану (Daniel Balavoine), Клоду Дюбуа (Claude Dubois), Диане Дюфрен (Diane Dufresne), Нанетт Воркман (Nanette Workman), Франс Галль (France Gall), Эрику Эстиву (Eric Esteve) и Фабьенн Тибо (Fabienne Thibeault).
16 апреля 1979 с участием Балавуана, Этьена Шико (заменившего Дюбуа), Дюфрен, Галль и Тибо состоялся дебют шоу в Париже, во Дворце Конгрессов, в постановке Тома О’Хоргана.
К 10-летию спектакля в 1988 году была создана новая версия в переработанных, нововолновых аранжировках, выпущенная как Starmania 88, выпущенная в 1990 году в СССР на грампластинке фирмой «Мелодия». Роль Джонни Рокфора исполнил Норман Гру (Norman Groulx), в остальных ролях заняты Моран (Maurane), Ричард Гру (Richard Groulx), Мартин Сен-Клер (Martine St-Clair) и др.
В 1992 была выпущена англоязычная версия шоу, со словами Тима Райса и с участием Селин Дион, Нины Хаген, Синди Лаупер, Вилли Девилле и Тома Джонса.
В версии 1994 года роль Джонни Рокфора в версии Mogador '94, записанной в парижском театре «Могадор» к 15-летию Стармании, исполнил канадский певец Брюно Пельтье (Bruno Pelletier).
На 25-летие Стармании, в ноябре 2004, в Монреале была поставлена концертная версия. В январе 2005 она же была поставлена в Париже (с французским оркестром и хором, но с квебекскими ведущим и солистами).
В 2004, Starmania заслужила звание MasterWork от Audio-Visual Preservation Trust of Canada. (video clip).

## Сюжет
Действие происходит в будущем, в фантастическом городе под названием Монополис. Это город небоскрёбов, столица единого государства. Главный небоскрёб, «Золотая башня», принадлежит бизнесмену Зеро Жанвье, миллиардеру, строителю небоскрёбов, лидеру «Партии ради прогресса». Зеро мечтает стать президентом Запада и «построить там новый атомный мир, где человек не будет рабом природы».
Рассказчик — Мари-Жанн, девушка, работающая в андерграунд-кафе. Она влюблена в Зигги, продавца компакт-дисков, поклонника рок-музыки. Однако, Зигги — гей, и воспринимает Мари-Жанн лишь как друга. Сам Зигги мечтает выступить в передаче «Стармания», стать рок-звездой.
В Монополисе существует террористическая панк-группировка, называющая себя «Чёрные звёзды». Глава «Чёрных звезд», Джонни Рокфор, по совету своей подруги Садьи (богатой девушки из высшего общества, по ночам принимающей участие в жизни группировки) решает дать интервью в модной передаче «Стармания».
После интервью с Джонни Рокфором «Черные звезды» похищают Кристаль, ведущую Стармании. Однако, главарь банды и ведущая влюбляются друг в друга. Кристаль вступает в группировку. Садья ревнует Джонни к Кристаль, и решает отомстить. Кристаль, тем временем, записывает своё сообщение о том, что она теперь с Джонни, и «Чёрные Звезды» пускают запись во время выступления Жанвье на телевидении. Зеро решает, что ему объявили войну. После сорвавшегося выступления он встречает Стеллу Спотлайт, стареющую порнозвезду. Они договариваются, что Стелла будет поддерживать его, а он будет рядом с ней, ведь Стелла боится стать никому не нужной.
Садья устраивает Зигги работать диджеем на дискотеке «Назилэнд» (Naziland — по-русски Нацилэнд), располагающейся на вершине «Золотой башни», Зигги прощается с Мари-Жанн. Зеро Жанвье и Стелла Спотлайт же решают пожениться и отметить свадьбу как раз на этой дискотеке. «Чёрные звёзды» замышляют устроить взрыв, чтобы покончить с Зеро, но их выдаёт Садья. Кристаль, раненая охранниками, гибнет, Джонни попадает в тюрьму, Зеро Жанвье становится Президентом Запада, Стелла Спотлайт уходит от него. Мари-Жанн покидает город.

## Выдающиеся песни

### Французская версия
- «Ouverture»
- «Quand on arrive en ville»
- «La complainte de la serveuse automate»
- «Le blues du businessman»
- «Un garçon pas comme les autres»
- «La chanson de Ziggy»
- «Monopolis»
- «Travesti»
- «Petite musique terrienne»
- «Ce soir on danse au Naziland»
- «Banlieue nord»
- «Les adieux d’un sex symbol»
- «Les uns contre les autres»
- «Quand on n’a plus rien a perdre»
- «Ego trip»
- «Le monde est stone»
- «S.O.S. d’un terrien en détresse»
- «Le rêve de Stella Spotlight»
- «Besoin d’amour»

### Английская версия
- «Overture»
- «The World Is Stone»
- «A Little Damage Done»
- «Only the Very Best»
- «You Get What You Deserve»
- «Ziggy»
- «Nobody Chooses»
- «Working Girl»
- «Tonight we dance — extravagance!»
- «Pollution's Child»
- «The Businessman’s Blues» («I Would Love To Change The World»)
- «Farewell To A Sex Symbol»
- «Ego Trip»
- «You have the learn to live alone»

## Альбомы
- 1978 Starmania — оригинальная версия
- 1979 Starmania — шоу (двойной альбом)
- 1980 Starmania Made in Quebec (LP)
- 1988 Starmania 88
- 1992 Starmania — (на английском) (Tycoon), продавался под названием «Starmania — Version anglaise»
- 1994 Starmania — Mogador 94
- 1998 Starmania — 20-летний юбилей (двойной альбом)

## Интересные факты
- На создание персонажа Зигги авторов вдохновил сценический образ Дэвида Боуи Зигги Стардаст[1].